# Clio Barnard
Clio Barnard är en brittisk filmregissör och manusförfattare.
Barnards långfilmsdebut kom 2010 med den experimentella dokumentären Arbor som kretsar kring dramatikern Andrea Dunbars liv. I filmen mimar skådespelare till de intervjuer som gjorts. År 2013 hade spelfilmen The Selfish Giant premiär. Filmen bygger på Oscar Wildes berättelse med samma namn och visades vid Filmfestivalen i Cannes 2013 och vann bland annat bronshästen vid Stockholms filmfestival.

## Filmografi
- 2000 – Lambeth Marsh (kortdokumentär)
- 2002 – Random Acts of Intimacy (kortfilm)
- 2003 – Flood
- 2010 – Arbor
- 2013 – The Selfish Giant
- 2017 – Dark River